# Modern portföljteori
Modern portfolio theory ("modern portföljteori"), eller MPT, är en investeringsmodell som beskriver hur en rationell investerare kan använda diversifiering för att optimera sin portfölj. Modellen utvecklades från 1950-talet till 1970-talet av bland annat Harry M. Markowitz och var den första inom fältet kvantitativ analys som fick riktigt stort genomslag i finansvärlden.
MPT modellerar avkastningen på en tillgång som en stokastisk variabel, och avkastningen av en portfölj, alltså en viktad summa av flera tillgångars avkastning, blir också den en stokastisk variabel. Som alla sådana har den ett väntevärde och en varians. Risk är i MPT detsamma som avkastningens standardavvikelse.
I modellen antas det att investerare är riskaverta, vilket innebär att om två tillgångar har samma förväntade avkastning men olika risk så kommer investerare att föredra den med minst risk. En investerare kommer bara att acceptera en högre risk i utbyte mot högre förväntad avkastning, och på så vis går det att finna optimala portföljalternativ för olika risknivåer.